# Takeda Koji
Koji Takeda (sinh ngày 14 tháng 5 năm 1973) là một cầu thủ bóng đá người Nhật Bản.

## Sự nghiệp câu lạc bộ
Koji Takeda đã từng chơi cho Kashima Antlers.